# Testosterost
Testosterost est un album né d'une collaboration de Rost et de Test du groupe ATK.

## Liste des titres
1. Introst Chap V,
2. Oh M...
3. On Est Dans L'bizz avec Praxel,
4. Flashback avec ATK,
5. Rosterlude,
6. J'kick Ou Quoi,
7. Ce Pourquoi J'me Bats avec Praxel,
8. Salsa Du Ghetto,
9. Si T'es Pas Vénèr',
10. Série XXX,
11. Testerlude,
12. Stepoint avec Metek,
13. Hiroshimike,
14. Skinhead avec R.Can.